# Bitwa pod Haliczem

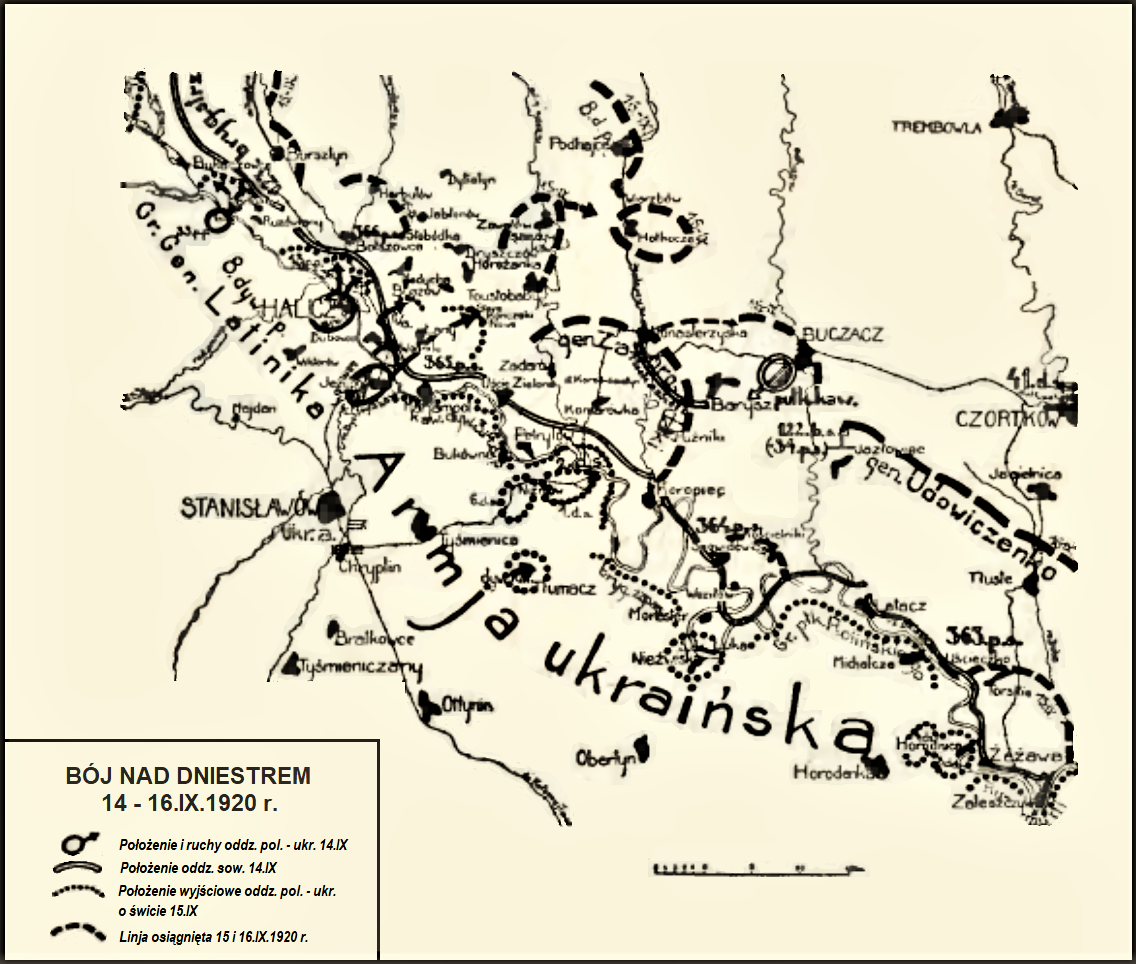
Otton Laskowski,
Encyklopedja wojskowa, T. 2

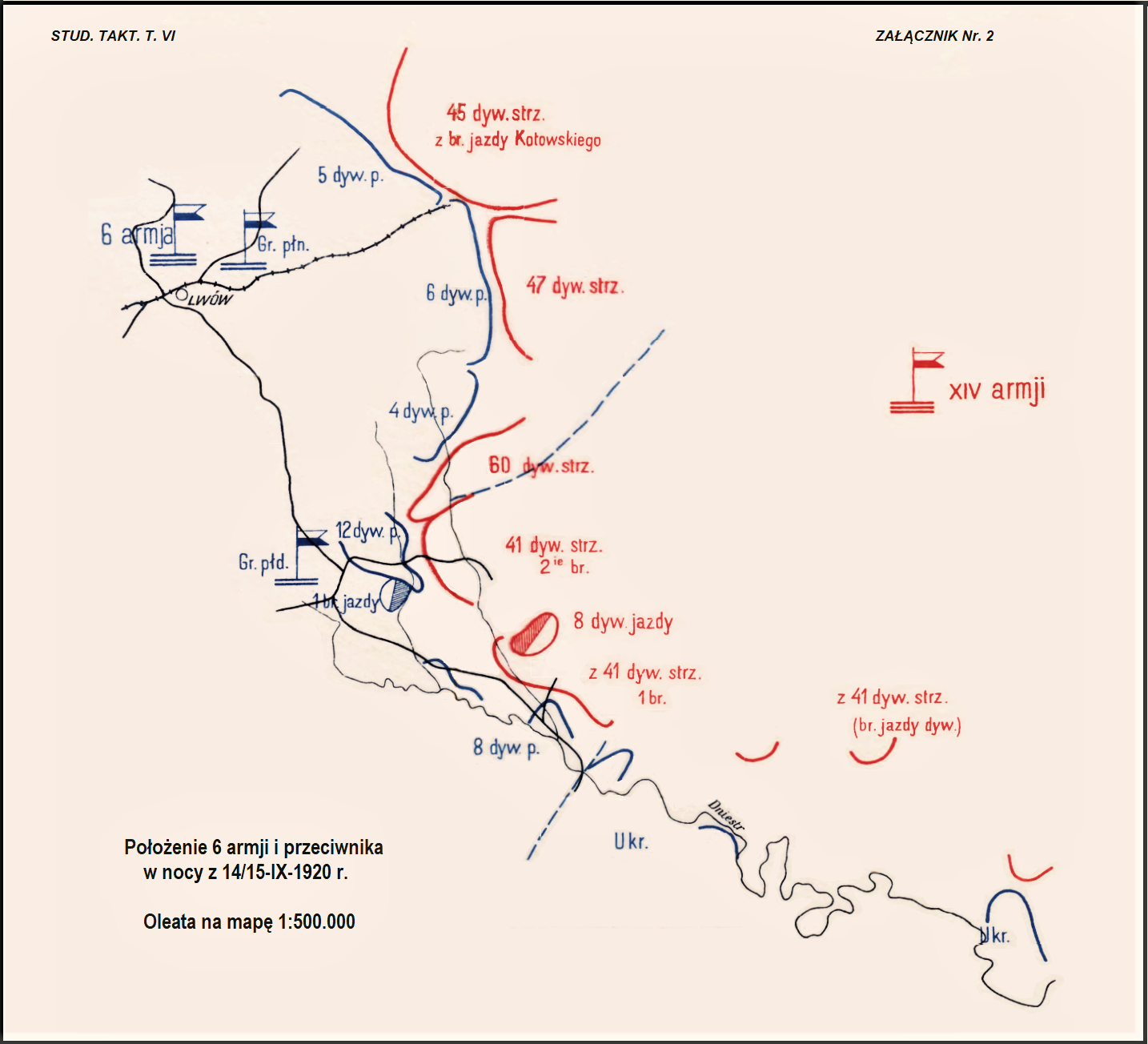
Ugrupowanie polskiej 6 Armii i sowieckiej 14 Armii tuż przed ofensywą na Podolu.

Bitwa pod Haliczem – część wielkiej bitwy wołyńsko-podolskiej; walki polskiego 21 pułku piechoty mjr. Zdzisława Przyjałkowskiego z sowieckim 345 pułkiem strzelców  w czasie ofensywy jesiennej wojsk polskich w okresie wojny polsko-bolszewickiej.

## Geneza
2 września, pod koniec bitwy pod Zamościem, Naczelne Dowództwo Wojska Polskiego zdecydowało, iż 3. i 6 Armie, po stosownym przegrupowaniu, około 10 września podejmą większą akcję zaczepną w kierunku wschodnim celem „nie tylko odrzucenia nieprzyjaciela poza granice Małopolski, lecz także rozbicia i zdezorganizowania jego sił tak, aby później można było utrzymać front przy użyciu słabych sił własnych".  6 Armia gen. Roberta Lamezan-Salinsa  miała rozbić nieprzyjaciela znajdującego się między rzekami Gniła Lipa i Zbrucz, spychając go w kierunku północno-wschodnim w rejon działań 3 Armii, przy jednoczesnym odcięciu mu dróg odwrotu na Tarnopol. 14 września ofensywę rozpoczęła polska 6 Armia. 

## Walczące wojska
| Jednostka                    | Dowódca                         | Podporządkowanie     |
| Wojsko Polskie               |                                 |                      |
| dowództwo 8 Dywizji Piechoty | gen. Stanisław Burhardt-Bukacki | 6 Armia              |
| ⇒ 21 pułk piechoty           | mjr Zdzisław Przyjałkowski      | 8 Dywizja Piechoty   |
| ⇒ I/ 36 pułku piechoty       | kpt. Kazimierz Wyderko          | 8 Dywizja Piechoty   |
| Armia Czerwona               |                                 |                      |
| 345 ? pułk strzelców         |                                 | 41 Dywizja Strzelców |

## Walki pod Haliczem
Podczas ostatniej polskiej ofensywy w Galicji Wschodniej, nocą z 13 na 14 września polska 8 Dywizja Piechoty sforsowała Dniestr pod Haliczem. 21 pułk piechoty mjr. Zdzisława Przyjałkowskiego, we współdziałaniu z I batalionem 36 pułku piechoty Legii Akademickiej, zdobył częściowo uszkodzony most na rzece i zajął stację kolejową. Rano uderzył z przyczółka na wsie Słobódkę i Konkolniki. Walki trwały do godzin popołudniowych 15 września. Dopiero wtedy 345 pułk strzelców wycofał się z miejscowości.

## Bilans walk
Rozbicie 345 pułku strzelców otworzyło 8 Dywizji Piechoty drogę na Podhajce. Pułk sowiecki stracił ponad 200 poległych, dużą liczbę rannych. Duże straty poniosły także oddziały polskie. 